# Dilobopterus costalimai
Dilobopterus costalimai är en insektsart som beskrevs av Young 1977. Dilobopterus costalimai ingår i släktet Dilobopterus och familjen dvärgstritar. Inga underarter finns listade i Catalogue of Life.